# Amsa-dong

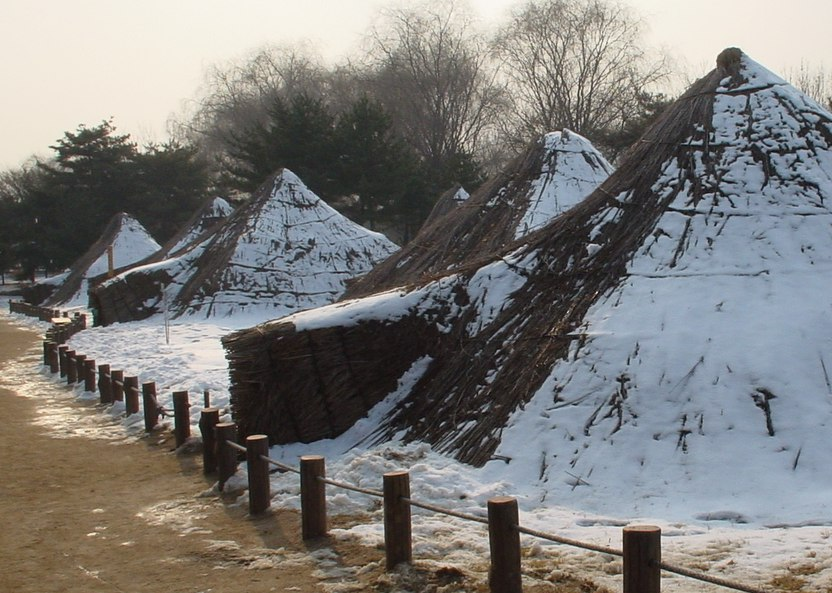
Le site préhistorique d'Amsa-dong

Amsa-dong (hangeul : 암사동 ; hanja : 岩寺洞) est un quartier (dong) de l'arrondissement de Gangdong-gu, dans l'est de Séoul, situé sur la rive sud du fleuve Han. Ce quartier s'étend sur 4,7 km2 et comptait 73 377 habitants en 2001, soit 15 612 hab./km2. Il est réputé pour son site préhistorique daté du Néolithique, découvert en 1925 après qu'une crue du fleuve ait mis au jour de grandes quantités de céramiques, décorées par des lignes en épis, obtenues par le passage d'un outil semblable à un peigne.

## Le site
Amsa-dong est un site préhistorique de la période de la céramique Jeulmun, également décrite comme « poterie au peigne ». Il a été occupé d'environ 5000 à 3000 av. J.-C.. Il est situé près du fleuve Han, un fleuve qui gèle en hiver et qui causait des inondations en été. Les huttes, grandes de quatre à six mètres, ont été bâties sur un sol sablonneux et en partie enterrées. On en a retrouvé une vingtaine, dont neuf ont fait l'objet d'une reconstitution. Au centre, elles possèdent un foyer délimité par de gros pavés. Dans un coin, elles abritent un groupe de grandes jarres pointues ; de grandes pierres plates servaient de couvercle.

## Objets archéologiques
Parmi les outils mis au jour, on trouve des haches, des houes, des couteaux, des faucilles, des pierres à polir et des poids en pierre, percés pour la pêche (lest des filets) ou le tissage (métier vertical à pesons). Des boucles d'oreille en jade et en stéatite ont également été trouvées.

## Mode de subsistance
Aucun reste végétal ni animal n'a été trouvé mais il est probable que des porcs aient été élevés et que le millet et le chanvre aient été cultivés. 

## Analyse
Ces découvertes ont mis en évidence une société égalitaire, sans spécialisation : les maisons ont toutes à peu près la même taille et contiennent toutes les mêmes outils. Ce site présente de grandes similitudes avec celui de Chitamni, dans le Hwanghae, en Corée du Nord.